# Chloraea cuneata
Chloraea cuneata är en orkidéart som beskrevs av John Lindley. Chloraea cuneata ingår i släktet Chloraea och familjen orkidéer. Inga underarter finns listade i Catalogue of Life.